# Гааз, Эрвин Петерович
Э́рвин Пе́терович Гаа́з (род. 31 августа 1969, Москва) — актёр, режиссёр драматического театра.

## Биография
Эрвин Гааз родился 31 августа 1969 года в Москве. Учился в московской школе № 613 с 1976 по 1986 год. В 1995 году окончил режиссёрский факультет Высшего театрального училища им. Б. В. Щукина, Мастерская Театра на Таганке. Художественный руководитель Ю. П. Любимов. Педагоги: А. М. Вилькин и В. А. Эуфер. Во время учёбы работал в театре-студии «Гистрион». С 1996 по 2019 год работал в «Театре на Таганке».
В 1999—2001 годах работал также режиссёром в театре «У Никитских ворот». Принимал участие в постановке спектаклей «Убийство в храме. Репетиция», «Не боюсь Вирджинии Вульф», «Чёрный квадрат».
С 2008 по 2021 год озвучивал мультипликационного конферансье Эдуарда Эфирова в передаче «Обыкновенный концерт с Эдуардом Эфировым» телеканала «Культура».

### Личная жизнь
Женат, отец троих детей. Жена Кадзуэ (Катерина) Гааз — переводчик, гражданка Японии. Младший сын — Вильгельм Гааз — школьник, как актёр принимает участие в постановках отца, начиная с 2014 года.

## Работы в театре

### Актёр

#### Театр на Таганке
- Крафт — «Подросток» Ф. Достоевский
- 2-й Бог — «Добрый человек из Сезуана» Б. Брехт
- Доктор Герценштуббе, Максимов, Зосима — «Братья Карамазовы» Ф. Достоевский
- Берлиоз, Каифа, Арчибальд Арчибальдович, Семплеяров — «Мастер и Маргарита»
- Шут, Ричард Третий — «Хроники» У. Шекспир
- Герасимович — «Шарашка»
- Елагин — «Театральный роман»
- Мандельштам — «До и После»

#### Другие театры
- Священник — «Пир во время чумы» А. С. Пушкина — Театр «У Никитских Ворот» — реж. М. Розовский.
- Фогт — «Враг народа» («Доктор Штокман») Г. Ибсена — реж. А. Гнездилов (т/о «Гнездо»)
- Заключённый — «Полицейские» С. Мрожека — реж. А. Румянцев (т/о «Art-Aktion 21»)
- Паниковский — «Золотой телёнок» И. Ильфа и Е. Петрова — реж. А. Фурсенко
- Шейлок — «Фунт правосудия» (по пьесе «Венецианский купец» У. Шекспира) — реж. Р. Михеенков
- Третий — «Одураченные. 1938—1941» Ф. Кельнера — реж. А. Гнездилов (т/о «Гнездо»)
- Данай — «Просительницы убежища» Эсхила — реж. А. Гнездилов (т/о «Гнездо»)

### Режиссёр
- «Лолита: Приглашение на казнь» по романам В. Набокова
- «Триумфальная арка» по роману Э.-М. Ремарка
- «Кунсткамера» по Ш. Бэйеру
- «Мысль» по Л. Андрееву
- 2007, моноспектакль «Ричард Третий — Монодрама» по трагедии У. Шекспира
- 2009, моноспектакль «Скромная личность» по рассказам А. Аверченко

### Другие постановки
- Октябрь 2009 — премьера моноспектакля «Праздничные сны» по рассказам А. Аверченко.
- Февраль 2011 — «Триумфальная арка» по Э.-М. Ремарку — Театральный Институт им. Б. В. Щукина, реж. ф-т, курс проф. А. М. Вилькина — постановка дипломного спектакля со студентами 5-го курса.
- Март 2011 — «На все времена» — спектакль по мотивам произведений Ю. Мисимы, Р. Брэдбери, А. Ахматовой и И. Бродского (шёл на Малой сцене Театра на Таганке).
- Сентябрь 2012 — премьера спектакля «Лунные зайчики» по пьесе Р. Михеенкова в Тульском муниципальном театре «Эрмитаж».
- Май 2014 — премьера спектакля «Фальстаф» по мотивам пьесы У. Шекспира «Генрих IV». Творческий центр «7BIOZ» на сцене Театрального музея им. Бахрушина.
- Октябрь 2014 — премьера спектакля «Школа жён» по пьесе Ж. Б. Мольера в переводе Дмитрия Быкова в Саратовском академическом театре драмы им. И. А. Слонова.
- Февраль 2015 — «Нам достанет родительской речи…» — премьера музыкально-театрализованного представления по письмам, прозе, стихам, песням российских немцев. Международный союз немецкой культуры. Российско-Немецкий Дом в Москве.
- Август 2015 — премьера «Иерусалим-сюита» по поэме А. Галича «Кадиш». Композитор — Татьяна Жанова. ЭТДНа=театр.
- Сентябрь 2016 — «Лунные зайчики» по пьесе Р. Михеенкова на Малой сцене Театра на Таганке в рамках проекта «Лаборатории».
- 31 августа 2017 — премьера спектакля «Долгий путь» по собственной документальной пьесе о судьбе рода Хаас (Гааз) на сцене Музея истории ГУЛАГа.
- 31 августа 2019 — премьера спектакля «Великая Екатерина» по пьесе Бернарда Шоу на сцене театра «Театральный ОсобнякЪ».
- Декабрь 2020 — премьера спектакля «Дикие лебеди» В.Кебин по сказке Х. К. Андерсена на сцене Московского Областного театра драмы и комедии.
- Декабрь 2020 — премьера «Стеклянный зверинец» Т. Уильямс (перевод Г. Злобина) на сцене Московского Областного театра драмы и комедии.
- Июнь 2022 — «Загон» — спектакль-концерт по одноимённому очерку Н. Лескова и фрагментам произведений А. Радищева и В. Ерофеева, Творческое объединение «Гнездо».
- Июль 2022 — «Вишневый сок». Караоке-опера. Пьеса М.Тавровской. Фантазии на тему творчества Жоржа Бизе. Театр Марии Тавровской на сцене «Театрон». Хайфа. Израиль.

### Кино и телевидение
- Владимир Ксенофонтов — т/с «Адвокат-2»
- Проворовский Валериан Валерианович — т/с «Сыщики-4»
- Гофман, Эксперт, сотрудник морга, Майзель — т/с «Час Волкова»
- Карен — «Мой сводный брат Франкейштейн», режиссёр В. Тодоровский
- Оператор — «Вовочка», реж. И. Мужжухин
- Сотрудник редакции — «Жизнь одна», реж. И. Москаленко
- т/с «Час Волкова» — автор сценария нескольких серий,
- Борода Пит Гроос — «Дух Соноры», реж. А.Рыбников

#### Телевидение
- 2008—2021 — «Обыкновенный концерт с Эдуардом Эфировым» («Культура») — Эдуард Эфиров, мультипликационный конферансье (озвучивание)

## Участие в фестивалях
- Июль 2007 — премьера моноспектакля «Ричард Третий — Монодрама». Этот спектакль — участник V Всемирного Шекспировского фестиваля моноспектаклей «АРММОНО» (Ереван, 2007)
- Участник Международных Шекспировских чтений (Москва, 2010).

В 2014 году Эрвин Гааз организовал и провёл Фестиваль-лабораторию камерных театральных коллективов и отдельных исполнителей (без ограничения статуса и жанра) «Только Шекспир», который и прошёл в Москве с 1 по 7 июня 2014 г. на площадках Театрального музея им. А. А. Бахрушина и Театра Юных Москвичей на Воробьёвых горах при поддержке Шекспировской комиссий при научном совете «История мировой художественной культуры» РАН и редакции альманаха «Я вхожу в мир искусств». В фестивале принимали участие такие коллективы, как Театр У Никитских Ворот, театр «Никиндом» п/р Ники Косенковой и др. В образовательной программе читали лекции и проводили мастер-классы многие шеспироведы, переводчики, режиссёры: профессора А. В. Бартошевич, А. М. Вилькин, П. Г. Попов, Н. В. Захаров и многие другие. В программе фестиваля принимали участие и спектакли, составляющие «шекспировскую трилогию» Э.Гааза: «Ричард Третий — Монодрама», «Фунт правосудия» и «Фальстаф». Ссылка на страницу Фестиваля: https://www.facebook.com/Shakesfest
Июнь 2015 — Спектакль «Письма из прошлого в будущее» («Нам достанет родительской речи») принял участие в 15 Международном фестивале на немецком языке в г. Осиеке (Хорватия).

## Награды
- 2009 — Специальный диплом «За жанровый поиск в постановке мировой драматургии и высокое актёрское мастерство» III Всеукраинского фестиваля Академических театров «Данаприс» (Запорожье)
- 2011 — премия «За лучшую мужскую роль» фестиваля малых и независимых театров «Московская обочина»

## Интервью
- Программа Якова Кротова «Между верой и неверием». Тема «Память об умерших» (2017)
- Программа Якова Кротова «Между верой и неверием». Тема «Лицемерие и религия» (2018)
- Саков А. Эрвин Гааз: «Без театра в жизни не обойтись». Подмосковье сегодня (20 февраля 2019). Архивировано 1 марта 2019 года.